# Слэппер-детонатор

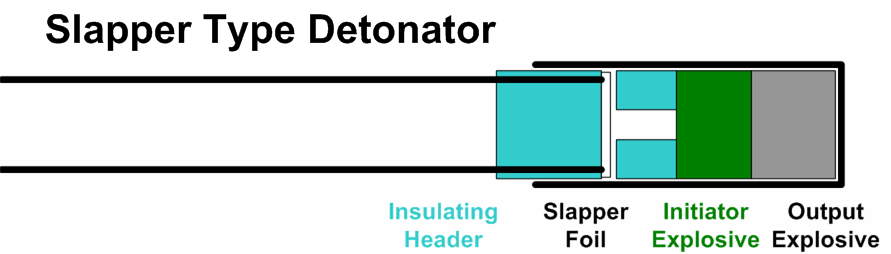
Принципальная схема слэппер-детонатора.
Слева — направо: Изолированные входные контакты. Фольга слэппера. Инициирующее ВВ. Основной заряд.

Слэппер-детонатор (англ. slapper detonator), также flying-plate detonator, также детонатор с взрывающейся фольгой (англ. Exploding Foil Initiator, EFI) — вид детонатора для подрыва ядерных боеприпасов.
Разработан к началу 1970-х годов в Лаборатории им. Лоуренса США в рамках работ по созданию систем подрыва ядерных боеприпасов.
Является дальнейшим развитием детонатора с взрывающимся мостиком, или EBW-детонатора (англ. Exploding-bridgewire detonator, англ.). Принципиальным в устройстве детонатора является образование расширяющейся плазмы при испарении металлической фольги электрическим током; давление плазмы придаёт ускорение тонкой пластинке из полимерной плёнки или металла, которая получила название «слэппер» (англ. slapper) или flyer — летящая пластина. Другим принципиальным обстоятельством является выбор инициирующего ВВ пониженной чувствительности. Тем самым исключается непреднамеренное инициирование детонатора в силу различных причин — например, при электростатическом разряде, при падении, трении, или при повышенных температурах. Практически единственным способом инициирования ВВ детонатора является воздействие на него ударной волны. И, вместе с тем, относительно простым способом инициирования ВВ является генерирование ударной волны при помощи метаемой пластины — слэппера.
В результате удара слэппера с высокой скоростью (от 3 до 4 км/с) по инициирующему взрывчатому веществу (как правило гексанитростильбен) обеспечивается ударное инициирование детонации. Источником кинетической энергии слэппера является нагревание (следовательно, расширение) плазмы (бывшей фольги) в результате прохождения по ней разряда электрического тока. Такое устройство оказывается достаточно эффективным — до 30 % электрической энергии переходит в кинетическую энергию слэппера.
Начальный взрыв вызывается взрывным испарением тонкой металлической фольги в результате прохождения по ней электрического тока силой несколько тысяч ампер при разряде конденсатора, заряженного до нескольких тысяч вольт. Разряд конденсатора осуществляется с помощью разрядника, работающего по принципу искрового промежутка, или крайтрона.
В общем случае устройство состоит из шашки промежуточного заряда (бустера), на котором установлен диск с центральным отверстием. К другой стороне диска прилегает слой из термостойкой и высокопрочной плёнки-изолятора — например, из каптона или майлара толщиной от 25 до 50 мкм, на внешней стороне которой нанесён тонкий металлический слой (как правило, алюминия или золота). При прохождении электрического разряда происходит взрывное испарение этого слоя, в результате чего майларовая плёнка срезается в форме тонкого диска, и шар плазмы проталкивает его через отверстие с большим ускорением. При ударе слэппера о бустер реализуется ударный импульс высокого давления (до 15 ГПа) и малой длительности (порядка 200 нс), вызывающий детонацию последнего. Необходимым условием функционирования слэппер-детонатора является генерирование высокого импульсного тока, возможное исключительно в электрической цепи малой индуктивности (обычно менее 20 нГн).
Для снаряжения слэппер-детонаторов уже на протяжении нескольких десятилетий применяется инициирующее взрывчатое вещество пониженной чувствительности ГНС-IV (2,2', 4,4', 6,6' — гексанитростильбен). ГНС термостабилен при температурах, превышающих 200 °C и при температуре жидкого азота (-196 °C). Слэппер-детонаторы на основе ГНС серийно выпускаются под маркой PerkinElmer Blue Chip Detonators®.
Детонаторы, снаряжённые ГНС, показывают надежное функционирование при действии ударных нагрузок высокой интенсивности, возникающих в частности, при пробитии проникающей боевой частью толстых стен. Детонаторы такого типа позволяют создание детонационных цепей, отвечающих требованиям к малочувствительным боеприпасам.
Достоинства слэппер-детонатора:
- Фольга не соприкасается с взрывчатым веществом (ВВ), в результате чего снижается опасность коррозии фольги или химической реакции между фольгой и ВВ с образованием промежуточных неустойчивых соединений, а также снижается опасность случайного электрического воспламенения ВВ.
- Энергия, необходимая для инициирования детонатора, крайне мала.
- Взрывчатое вещество можно прессовать до больших значений плотности.
- ВВ с пониженной чувствительностью могут быть инициированы напрямую.

Имеется модификация устройства детонатора — так называемый лазерный детонатор, — в котором испарение вызвано высокоэнергетическим лазерным импульсом, переданным по воздушной среде, или по оптическому волокну. Указанная схема использовалась в качестве безопасного детонатора при добыче полезных ископаемых и при разработке карьеров. Обычно для указанной цели используют твердотельный лазер мощностью 1 вт.
Слэппер-детонаторы находят применение в современных системах вооружения, включая ядерные и обычные боеприпасы, а также в авиакосмических технологиях.